# 민부리고래
민부리고래 또는 퀴비에부리고래(영어: goose-beaked whale 또는 Cuvier's beaked whale, Ziphius cavirostris)는 부리고래과에 속하는 고래의 일종이다. 민부리고래속(Ziphius)의 유일종이다. 모든 부리고래 중에서 가장 널리 분포한다. 원양에 서식하는 고래로, 선박을 피하기 위해 1,000m 이상의 깊은 바다를 선호하지만 부리고래 중에서 가장 흔히 발견된다. 현재까지 최고의 잠수깊이는 2011년에 꼬리표가 달린 민부리고래가 기록한 2,992m(9,816 ft)이다.
학명의 속명은 "칼"(sword)을 의미하는 그리스어 "시포스"(xiphos)에서 유래하였으며, 종소명은 "부리"(rostrum, beak)를 뜻하는 라틴어 "카부스"(cavus)에서 유래하였다.

## 같이 보기
- 고래류의 종 목록